# Marche-les-Dames
Marche-les-Dames (valonă Måtche-les-Dames) este o localitate din comuna Namur, în Valonia, Belgia. Până în 1977 Marche-les-Dames era o comună separată, după această dată fiind înglobată in comuna Namur teritoriul fiind organizat ca o secțiune a acesteia. 

## Istoric
În 1004, după Prima cruciadă, o parte din văduvele cruciaților din Namur s-au călugărit, alegând ca loc pentru noua lor mănăstire valea Gerbrusei. În jurul mănăstirii s-a dezvoltat un sat. 
În secolul al XV-lea se instalează la Marche-les-Dames călugărițe noi, de la mănăstirea Muntelui Robert, de lângă Liège. Acestea pun pe picioare o reformă monahală serioasă, care se va răspândi în regiune. Ultima călugăriță cisterciană moare în 1856. După moartea ei, mănăstirea devine «școală de fete debile». În 1950 se înființează congregația monahală a surorilor de Bethleem, care se vor instala în mănăstirea de la Marche-les-Dames.
În 1803 se construiește aici, la confluența râului Gerbrusei cu fluviul Meuse, Castelul Arenberg, care va deveni în 1834 locuința familiei nobilului Antoine d'Arenberg. În 1921, statul ia în primire castelul și proprietatea, ce servesc astăzi unei unități militare.

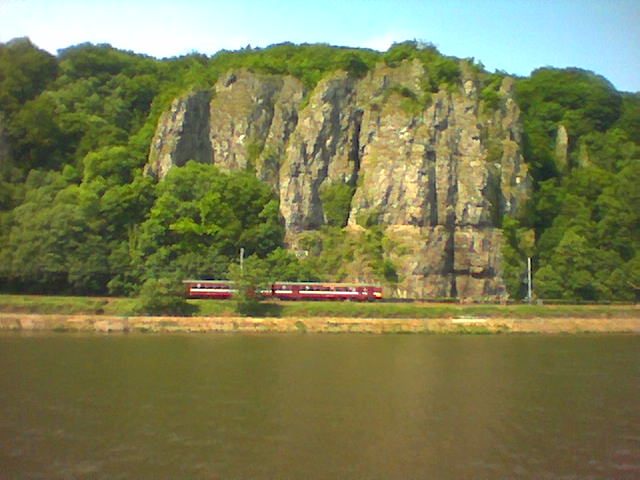
Aici a fost găsit trupul Regelui Albert I

În decursul anilor, satul va avea in jur de cinci fierării, dintre care una aparținea călugărițelor. Apoi, odată cu cariera de piatră, se înființează și o fabrică de carbonat de calciu, care există până în ziua de astăzi. În 1961 existau zece industrii, dar în ziua de astăzi rămân piatra și carbonatul de calciu.
Aici, la 17 februarie 1934, într-o grotă, a fost găsit trupul decedat al Regelui Albert I al Belgiei.